# Рид, Сеймур
Сеймур Рид (англ. Seymour Reid; родился 4 марта 2008) — ямайский футболист, нападающий американского клуба «Нью-Йорк Сити».

## Клубная карьера
Воспитанник «Седар Старс», осенью 2024 года Рид присоединился к академии «Нью-Йорк Сити». 19 марта 2025 года подписал свой первый профессиональный контракт с фарм-клубом «Нью-Йорк Сити II», выступающим в MLS Next Pro. 22 марта 2025 года дебютировал за основную команду «Нью-Йорк Сити», выйдя на замену в матче MLS против «Коламбус Крю».

## Карьера в сборной
Выступал за сборную Ямайки до 17 лет.